# المدرسة الوطنية الأرثوذكسية
المدرسة الوطنية الأرثوذكسية - الشميساني واختصارها (NOS) من (بالإنجليزية: National Orthodox School)‏ وهي مدرسة مسيحية خاصة مختلطة نهارية في منطقة الشميساني، غرب عمان، الأردن. أصبحت المدرسة مؤخرًا مرشحة لبرنامج دبلوم البكالوريا الدولي والتي ستنوي بدئه لطلاب الصف الحادي عشر والثاني عشر بدءاً من العام الدراسي 2018/2019.
تأسست المدرسة من قبل الجمعية التعليمية الأرثوذكسية (OES) وهي وتعمل تحت مظلتها، وهي منظمة خيرية وطنية غير ربحية، والتي من بين أهدافها الخيرية إنشاء وإدارة المدارس والمؤسسات التعليمية الأخرى في جميع أنحاء الأردن.
أُنشِئَت المدرسة عام 1957 وكانت أول مدرسة مختلطة في البلاد. بدأ العمل في مبنى مستأجر في جبل عمان مع 70 طالب فقط وأربعة مدرسين في ثلاث صفوف من KG1 وحتى الأول الإبتدائي. في عام 1965 انتقلوا إلى مقرهم الدائم في منطقة الشميساني في عمان الغربية، واستمروا في النمو حتى احتفلوا بطلاب الصف الأول في عام 1972. واليوم زاد عدد طلاب المدرسة إلى حوالي 2400 طالبًا (من الصف الأول حتى الصف 12). مع أكثر من 360 موظفًا.
أصبحت المدرسة حالياً عضو معتمد في مجلس المدارس الدولية (CIS).
وقد تم اعتماد المدرسة أيضاً من قبل مشروع الاعتماد الوطني للمدارس الصحية منذ عام 2014. بدأ مشروع المدارس الصحية من قبل جمعية التوعية الصحية الملكية بالتعاون مع وزارة الصحة ووزارة التربية والتعليم.
على المستوى الأكاديمي، المدرسة الأرثوذكسية هي مركز امتحانات معتمد لبرامج Edexcel وبرنامج Cambridge International. في أبريل 2016 أصبحت مدرسة أيضاً للمرشحين لبرنامج البكالوريا الدولية.

## أقسام المدرسة

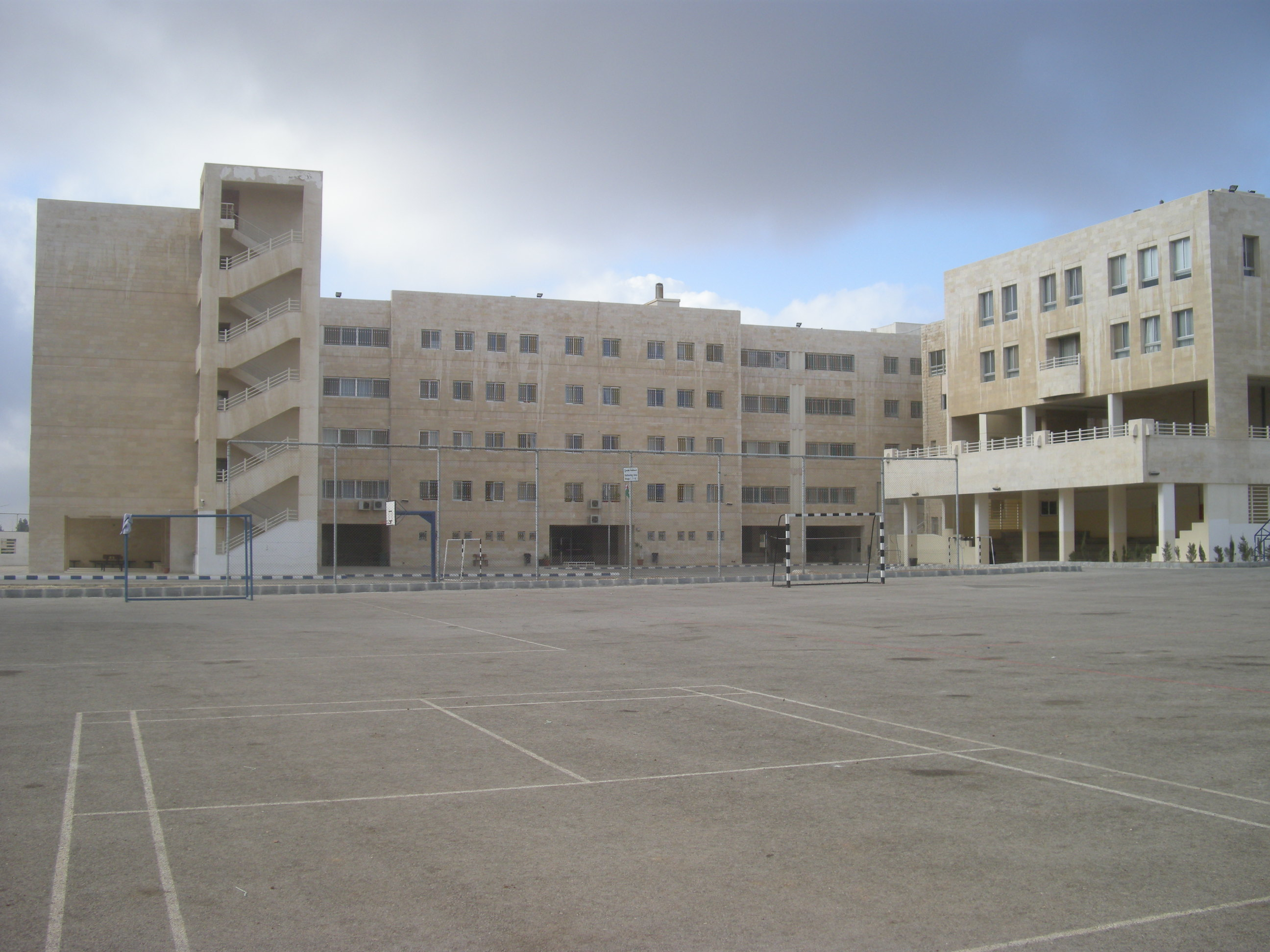
ساحة المدرسة

هناك خمس أقسام (مراحل) أكاديمية في المدرسة:
- روضة أطفال (KG1 وKG2)، تُعرف باسم روضة وهبة تماري، ولها مبنى منفصل في الشميساني وقريبة من المدرسة.

مراحل في حرم المدرسة:
- المرحلة الابتدائية الدنيا (الصفوف من الأول إلى الثالث 1-3)
- المرحلة الابتدائية العليا (الصفوف من الرابع إلى الخامس 4-5)
- المرحلة الوسطى (الصفوف من السادس إلى الثامن 6-8)
- المرحلة الثانوية (الصفوف من التاسع إلى الثاني عشر 9-12)

## وصلات خارجية
- الموقع الرسمي
- موقع جمعية الثقافة والتعليم الأرثوذكسية (باللغة العربية)
- وزارة التربية والتعليم الأردنية
- وزارة التعليم العالي والبحث العلمي الأردنية[1]